# らんらんバス (小野市)

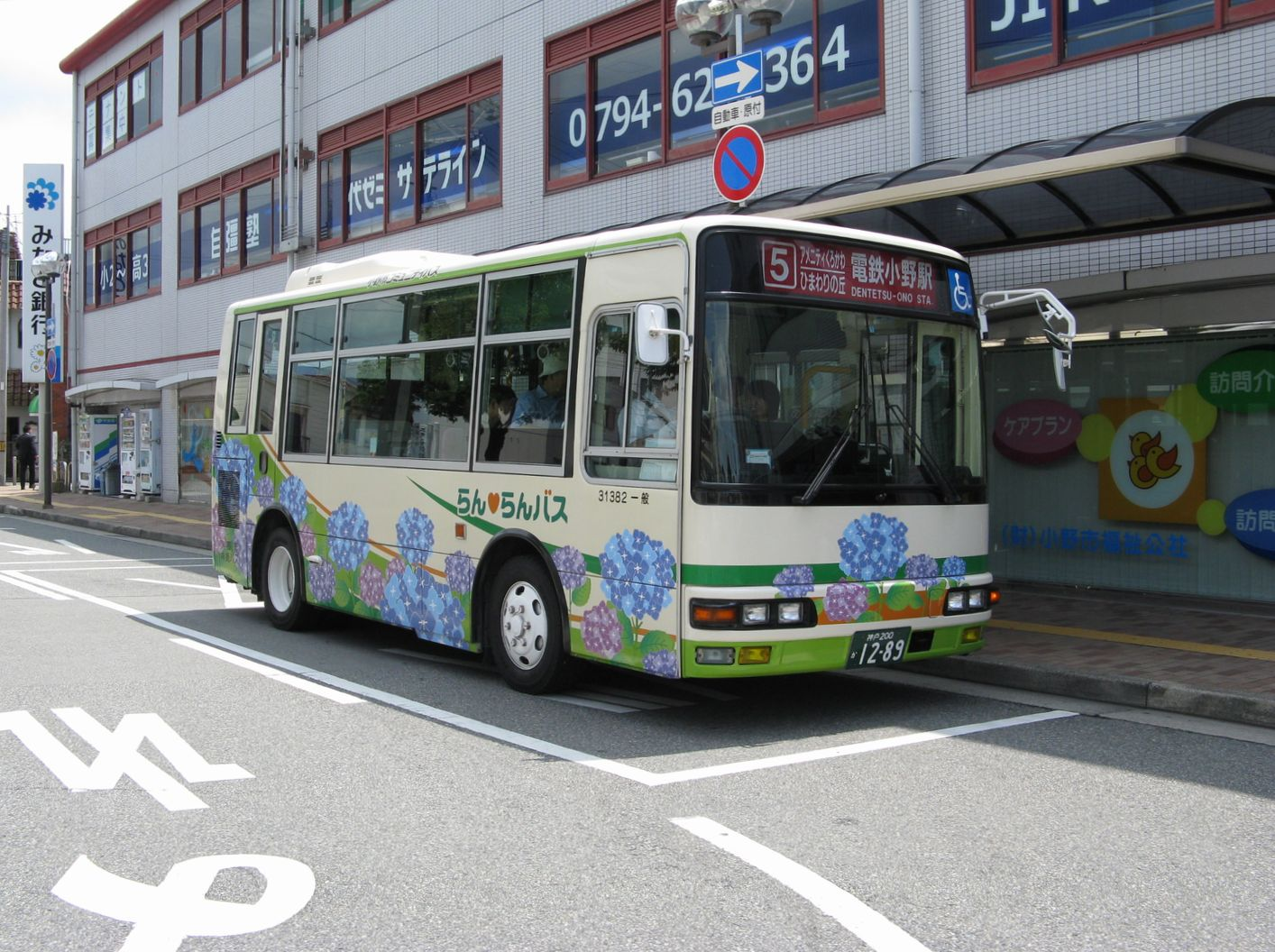
アメニティ循環ルートのバス（小野駅前にて）

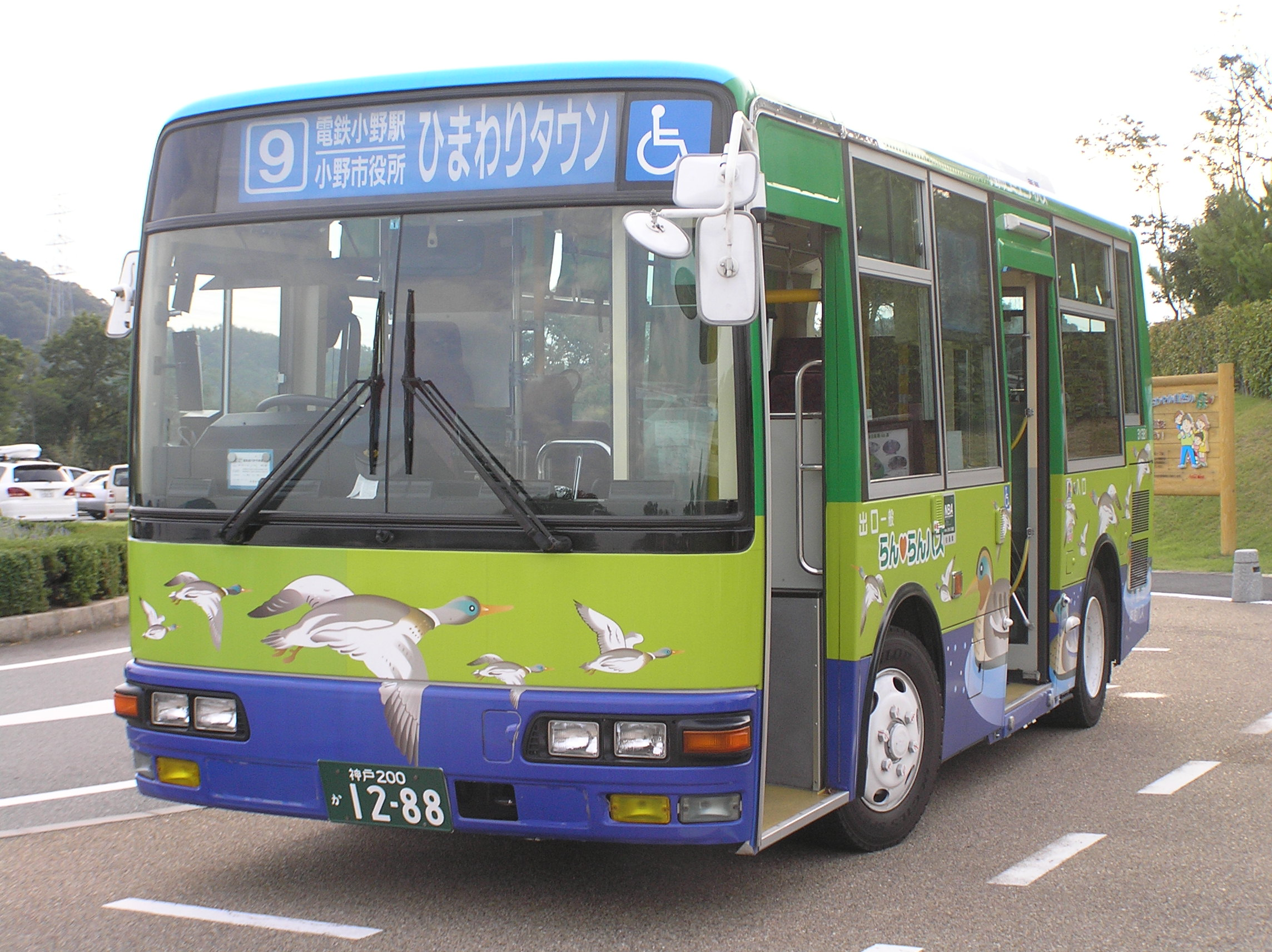
以前の始発白雲谷温泉ゆぴかで待機するらんらんバス

らんらんバスは、兵庫県小野市で運行しているコミュニティバス。神姫バス西脇営業所が運行を委託されている。

## 概要

### 運賃
- 大人（64歳以下）：100円、小学生以下、65歳以上、身体障害者手帳所持者：無料
- ICカード「NicoPa」（「ICOCA」「PiTaPa」を含む）を使用することはできない。

### 車内の設備
- AED（運転士後ろに設置）
- 筆談ボード（運転士横に設置）
- らんらん傘（運転士横に設置。急に雨が降ってきた時などに利用できる。次回乗車する時に返す）

### 車両
エアロミディME、日野・ポンチョ5台が専用車両として導入され、運行されている。
3台ともデザインが異なり、鴨、ひまわり、アジサイが描かれた3種類がある。
デマンドバス専用としてワゴンタイプも1台存在する。
匠台ルート開設による利用者増加に対応するため2020年1月より中型バス1台を導入する。
樫山駅のロータリーを改修する工事も行われる。

## 路線
運行ルートは曜日によって異なる。ただし、北回り循環ルート、南回り循環ルートは毎日運行。

### 月・金曜日
河合統合ルート、山田・樫山ルート、万勝寺ルート、北回り循環ルート、南回り循環ルート

### 水・土曜日
河合統合ルート、西脇ルート、中谷ルート、北回り循環ルート、南回り循環ルート

### 火・木曜日
鴨池ルート、大開ルート、ひまわりタウンルート、北回り循環ルート、南回り循環ルート

### 日曜日
北回り循環ルート、南回り循環ルート

### 月～土曜日
スクールバスルート（2013年（平成25年）10月現在）

### デマンドバス
2007年よりデマンドバスの運行を開始した。大型デマンドバスは日曜日のみだが、ワゴンタイプは毎日運行される。

## 乗り継ぎ・乗り換え

### 乗り継ぎ制度
2012年10月のダイヤ改正、ルート改正により、「乗り継ぎ制度」が導入された。

### フリー乗降制度
2012年10月のダイヤ改正、ルート改正により、一部区間に「フリー乗降制」が導入された。

### 鉄道との乗り換え停留所
- JR加古川線：市場駅、小野町駅、粟生駅、河合西駅、青野ケ原駅
- 神戸電鉄：樫山駅、小野駅、粟生駅
- 北条鉄道：粟生駅

## グッズ
ひまわりをデザインしたバスのチョロQを小野市にあるひまわりの丘公園やゆぴかで発売している。また通信販売も行っている。

## その他
大開ルートの「大開南」「丸石」バス停は三木市との境にある。
河合統合ルートの「兵庫青野原病院」付近で加西市を通過する。
淡路島の南あわじ市を走るらん・らんバスとは関連ない。
加東市に車庫があるため　同市でも回送車両を見かけることがある。